# جرج کرگو
جرج کِرگو (انگلیسی: George Kirgo؛ ۲۶ مارس ۱۹۲۶ – ۲۲ اوت ۲۰۰۴) یک فیلم‌نامه‌نویس، نویسنده، رمان‌نویس و طبع‌شناس اهل ایالات متحده آمریکا بود. وی بین سال‌های ۱۹۵۴ تا ۲۰۰۱ میلادی فعالیت می‌کرد.
از فیلم‌ها یا مجموعه‌های تلویزیونی که وی در آن‌ها نقش داشته است می‌توان به کریستی لاو را خبر کن! اشاره نمود.

## مرگ
وی در سال ۲۰۰۴، پس از یک بیماری طولانی در سن ۷۸ سالگی درگذشت.